# Multiplex ČRa DAB+
Multiplex ČRa DAB+ je multiplexem digitálního rozhlasového vysílání DAB+ v České republice, ve kterém vysílají komerční rádia. Provozují ho České Radiokomunikace.
Ensemble ID multiplexu je 2002 (hex), label CRa DAB+.

## Rozhlasové stanice multiplexu
Multiplex ČRa DAB+ vysílá následující stanice:
| Stanice               | Logo | Název          | Název krátký | Bitová rychlost | Mód zvuku | Kodek     | Ochrana | ID | SID  |
| --------------------- | ---- | -------------- | ------------ | --------------- | --------- | --------- | ------- | -- | ---- |
| Rádio Blaník          |      | BLANIK DAB     | BLANIK D     | 64 kbit/s       | Stereo    | HE-AAC v2 | EEP 2-A | 9  | 2F3C |
| Rádio Bonton          |      | RADIO BONTON   | BONTON       | 40 kbit/s       | Mono      | HE-AAC v1 | EEP 2-A | 0  | 2430 |
| Hitrádio City 93,7 FM |      | HITRADIO CITY  | HITRADIO     | 64 kbit/s       | Stereo    | HE-AAC v2 | EEP 2-A | 10 | 2F32 |
| Classic Praha         |      | Classic Praha  | Classic      | 64 kbit/s       | Stereo    | HE-AAC v2 | EEP 2-A | 12 | 244A |
| Český Impuls          |      | Cesky Impuls   | CeskyImp     | 64 kbit/s       | Stereo    | HE-AAC v2 | EEP 2-A | 3  | 2FB4 |
| Radio Dechovka        |      | Radio Dechovka | Dechovka     | 64 kbit/s       | Stereo    | HE-AAC v2 | EEP 2-A | 4  | 24B2 |
| Evropa 2              |      | EVROPA 2       | EVROPA 2     | 80 kbit/s       | Stereo    | HE-AAC v1 | EEP 2-A | 6  | 2204 |
| Expres FM             |      | Expres FM      | ExpresFM     | 64 kbit/s       | Stereo    | HE-AAC v2 | EEP 2-A | 11 | 203B |
| Frekvence 1           |      | FREKVENCE 1    | F1           | 80 kbit/s       | Stereo    | HE-AAC v1 | EEP 2-A | 5  | 2205 |
| Rádio Impuls          |      | Radio Impuls   | Impuls       | 64 kbit/s       | Stereo    | HE-AAC v2 | EEP 2-A | 1  | 2203 |
| Pigy rádio            |      | PIGY RADIO     | PIGY         | 40 kbit/s       | Mono      | HE-AAC v1 | EEP 2-A | 8  | 2FB7 |
| RockZone 105,9        |      | ROCKZONE       | ROCKZONE     | 64 kbit/s       | Stereo    | HE-AAC v2 | EEP 2-A | 2  | 2445 |
| Dance Rádio           |      | DANCE RADIO    | DANCE        | 40 kbit/s       | Mono      | HE-AAC v1 | EEP 2-A | 7  | 2401 |

## Vysílače multiplexu
Multiplex je šířen z následujících vysílačů:
| Vysílač                 | Kanál | Kmitočet                | Výkon (ERP) | Polarizace |
| ----------------------- | ----- | ----------------------- | ----------- | ---------- |
| Praha – Žižkov          | 7A 6B | 183,648 MHz             | 0,8 kW      | vertikální |
| Praha – Strahov         | 10D   | 215,072 MHz             | 0,125 kW    | vertikální |
| Ostrava – Hošťálkovice  | 7D    | 194,064 MHz             | 0,2 kW      | vertikální |
| Plzeň – Košutka         | 6D 6B | 187,072 MHz 183,648 MHz | 1 kW        | vertikální |
| Liberec – Ještěd (plán) | 7B    | 190,640 MHz             | 0,8 kW      | vertikální |